# Daniel Armand Ngom Kome
Daniel Armand Ngom Kome (Bangou, 19 de maig de 1980) és un futbolista camerunès, que ocupa la posició de defensa. Després de jugar durant set anys a la competició espanyola, a l'agost del 2006 rep el passaport espanyol.

## Trajectòria
Després de militar a diversos clubs del seu país, es trasllada a la competició espanyola el 1999. El fitxa l'Atlètic de Madrid, que l'incorpora al seu filial. L'Atlético B juga a Segona Divisió i el camerunès juga 33 partits, tot marcant tres gols. La seua actuació no serveix per a pujar al primer equip, però sí que fitxa pel Llevant UE, on disputa set partits.
Entre el 2001 i el 2004 milita al CD Numancia, jugant amb certa regularitat. El 2004 els sorians aconsegueixen l'ascens a primera divisió, però el camerunès no segueix, recalant al Getafe CF. Al quadre madrileny hi debuta el migcampista a la màxima categoria, a la campanya 04/05. Hi disputa 20 partits, més de la meitat de suplent i marca dos gols. A l'any següent recupera la titularitat al Ciudad de Murcia.
Comença la lliga 06/07 al RCD Mallorca, de nou a primera divisió. Juga cinc partits i al mercat d'hivern recala al Reial Valladolid, de Segona. Amb els val·lisoletans aconsegueix un nou ascens a la màxima categoria.
L'estiu del 2008 signa pel CD Tenerife. Amb l'equip canari és titular i marca sis gols en 36 partits, que serveixen per a un nou ascens a primera divisió, el tercer de la seua carrera. El camerunès va marcar el gol que va donar aquest guardó, davant el Girona FC.

## Internacional
Kome ha estat internacional amb el Camerun en 35 ocasions, tot marcant dos gols. Debuta l'any 2000, el mateix en el qual guanya la medalla d'or amb la selecció olímpica a Sydney. Hi va participar en el Mundial del 2002 i a les Copes d'Àfrica de 2004 i 2006. En aquesta darrera cita hi va marcar a la famosa eliminatòria de quarts de final, davant Costa d'Ivori, que va quedar 11-12, en la tanda de penaltis.